# Chu Lan-čchi
Chu Lan-čchi (znaky zjednodušené: 胡兰畦; pchin-jin: Hú Lánqí; Wade–Giles: Hu Lan-ch'i; 1901 – 13. prosince 1994), také přepisována jako Chu Lan-si (pchin-jin: Hu Lanxi), byla čínská spisovatelka a vojenská velitelka. Do Národní revoluční armády vstoupila v roce 1927 a v roce 1930 se stala členkou čínské místní organizace Komunistické strany Německa. V roce 1933 byla nacistickým Německem zatčena a během svého pobytu ve vězení své životní zkušenosti popsala v memoárech, jimiž natolik zaujala Maxima Gorkého, že ji pozval do Moskvy. Po propuknutí druhé čínsko-japonské války v roce 1937 založila ženskou vojenskou jednotku, se kterou vzdorovala japonské invazi, a stala se vůbec první ženou, jíž byla v Čínské republice udělena hodnost generálmajora. Během čínské občanské války podporovala komunisty, avšak po jejich vítězství pod vedením Mao Ce-tunga se stala obětí politických perzekucí. Kulturní revoluci přežila a po své politické rehabilitaci svůj život shrnula v podrobných memoárech vydaných v 80. letech 20. století. 

## Raný život
Chu Lan-čchi se narodila v roce 1901 do zámožné rodiny ve městě Čcheng-tu v provincii Sečuán během bouřlivého období na sklonku říše Čching. Její otec Chu Čching-jün (胡卿云) byl potomkem slavného generála Chu Ta-chaje z období dynastie Ming, proto odmítl sloužit mandžuské dynastii Čching. Po dokončení střední školy v roce 1920 se na nátlak rodičů provdala za svého bratrance, který byl obchodníkem. Smluvený sňatek se jí natolik příčil, že se postavila vůli rodičů a s manželem se záhy rozvedla. V té době to bylo velmi nezvyklé. V roce 1921 se vydala do jihosečuánského města Lu-čou, aby zde studovala na pedagogickém institutu a učila na zdejší základní škole. Její raný život inspiroval spisovatele Maa Tuna k napsání románu Duha (1929), jehož hrdinka se stala slavnější než Chu Lan-čchi.

## Severní pochod
Na jaře roku 1926 Chu Lan-čchi odjela do Kantonu, aby zde pracovala pro Che Siang-ning, jež zastávala funkci ministryně pro ženské záležitosti vlády Kuomintangu. V následujícím roce nastoupila jako kadetka na Vojenskou akademii Čínské republiky ve Wu-chanu a přihlásila se jako jedna z mála žen do Národní revoluční armády Kuomintangu. Z armády byla propuštěna po uzavření vojenské akademie v červenci 1927. Poté znovu pracovala pro levicovou vůdkyni Kuomintangu Che Siang-ning.

## Exil v Evropě

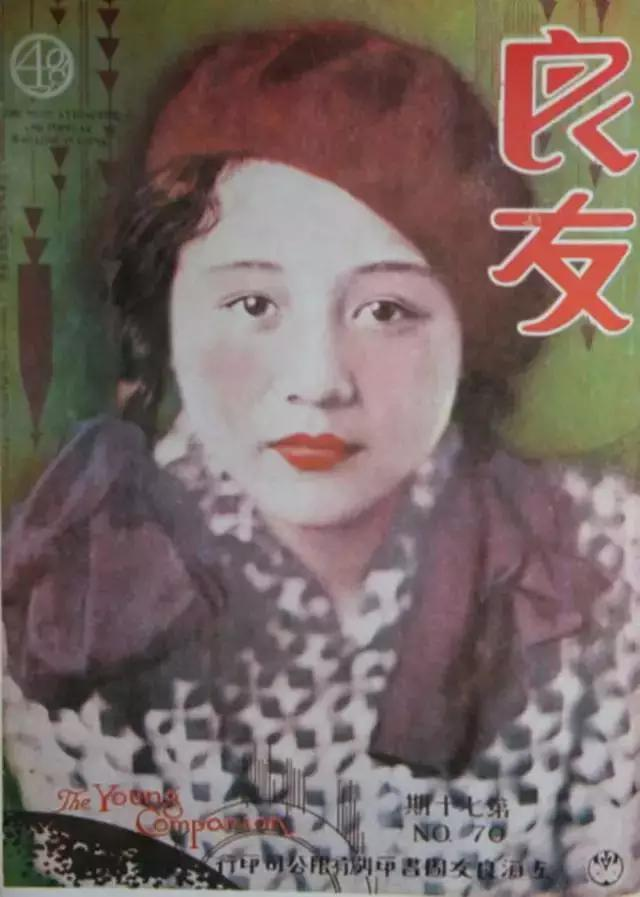
Chu Lan-čchi na obálce časopisu The Young Companion v roce 1937

V roce 1928 se Chu Lan-čchi vypravila do Evropy a v Berlíně zanedlouho vstoupila do čínsky hovořící skupiny Komunistické strany Německa. Setkala se rovněž s Soong Čching-ling, vdovou po prezidentu Sunjatsenovi. V prosinci 1932 byla Chu Lan-čchi zatčena německou policií po účasti na demonstraci proti japonské invazi do Mandžuska a tři měsíce strávila v německém vězení.
Své zážitky z vězení vylíčila Chu Lan-čchi ve své knize V německé ženské káznici, která byla přeložena do několika světových jazyků včetně ruštiny. V létě 1934 ji proto sovětský spisovatel Maxim Gorkij pozval, aby se zúčastnila 1. sjezdu sovětských spisovatelů. V Moskvě se setkala s čínskými komunistickými vůdci Li Li-sanem a Kchang Šengem, kteří ji požádali, aby se vydala do Hongkongu a působila zde jako styčný důstojník mezi levicovými vůdci Kuomintangu a komunisty. 

## Čínsko-japonská válka
Po vypuknutí druhé čínsko-japonské války Chu Lan-čchi v září 1937 založila pomocný armádní sbor šanghajských pracujících žen na podporu 18. armády Kuomintangu. Příslušnice sboru pečovaly o raněné vojáky a v noci pomáhaly sklízet rýži blízko bojiště.
Chu Lan-čchi se svým ženským sborem statečně vzdorovala japonskému vojsku, ale po dobytí Šanghaje byla nucena se stáhnout do vnitrozemí společně se stovkami tisíc vojáků a uprchlíků. Po dlouhém a vyčerpávajícím pochodu dorazili po mnoha dnech do Wu-chanu. Chu Lan-čchi se stala vůbec první Číňankou, jíž byla v Čínské republice udělena hodnost generálmajora.  Když byl její ženský sbor v roce 1942 rozpuštěn, byla převelena do provincie Ťiang-si, aby zde obhospodařovala opuštěnou zemědělskou půdu.

## Občanská válka
Nedlouho po japonské kapitulaci se Druhá sjednocená fronta Kuomintangu a komunistů rozpadla a znovu se rozpoutala čínská občanská válka. Chu Lan-čchi pracovala pro komunisty a snažila se přesvědčit velitele Kuomintangu, aby se přidali k nim.

## Čínská lidová republika
Po vítězství komunistů a vzniku Čínské lidové republiky v roce 1949 se Chu Lan-čchi uchýlila ke svým komunistickým přátelům do Šanghaje. Během kampaně proti třem zlům byla v roce 1952 obviněna ze zpronevěry. Když Mao Ce-tung vytáhl v roce 1957 do boje proti pravičáctví, byla Chu Lan-čchi společně s mnohými dalšími politickými aktivisty označena za pravičáka a vyloučena z Komunistické strany Číny. Na počátku kulturní revoluce byla Chu Lan-čchi obětí perzekuce a tvrdého zacházení ze strany příslušníků Rudých gard.
Ke konci kulturní revoluce se v roce 1974 politické rehabilitace. Po odchodu do důchodu se vrátila do svého rodného města. V roce 1987 bylo obnoveno i její členství v Komunistické straně Číny. Chu Lan-čchi zemřela v Čcheng-tu 13. prosince 1994 ve věku 93 let.

## Memoáry
V 80. letech Chu Lan-čchi sepsala podrobné memoáry, v nichž shrnula svůj život a tvrdě kritizovala vlastní politické kroky a názory. Samu sebe označila za nezralou ženu, která se nechala snadno strhnout pro jakoukoli věc, jež jí připadala spravedlivá.